# Kang Chae-young
Kang Chae-young (Ulsan, 8 juni 1996) is een Zuid-Koreaans boogschutster.

## Carrière
Kang begon in 2005 met boogschieten en won in 2011 als jongeling goud met het Zuid-Koreaanse team op de Wereldkampioenschappen voor junioren in Legnica. In haar eerste internationale wedstrijd als volwassene, slaagde ze in een zeldzame triple op de World Cup in Shanghai in mei 2015, door het enkelspel, gemengde en team evenementen te winnen. Later dat jaar won Kang haar eerste WK-medaille in het team onderdeel in Kopenhagen met brons.
Op de wereldkampioenschappen van 2017 in Mexico City volgden gouden medailles in het gemengd en team, en in 2019 in 's-Hertogenbosch de gouden medaille in het gemengd en zilveren medailles in het individueel en team.
Op de Olympische Zomerspelen van 2020 in Tokio won Kang de gouden medaille in het team met An San en Jang Min-hee, maar werd in het enkelspel na een derde plaats in de plaatsingsronde al in de kwartfinales uitgeschakeld na een 1-7 verlies tegen Jelena Osipova.
Kang heeft in totaal 13 wereldbekerzeges (4 enkelspel, 7 team, 2 gemengd) en eiste in 2019 de wereldbekerfinales in het enkelspel en gemengd op. Ze voerde tussen mei 2019 en mei 2021 twee jaar lang de wereldranglijst aan en heeft ook de wereldrecords voor 60 meter met 36 pijlen (354 van de 360 punten), 70 meter met 72 pijlen (692/720) en 70 meter met 216 pijlen (2053/2160).

## Erelijst

### Olympische Spelen
- 2020:  Tokio (team)

### Wereldkampioenschap
- 2015:  Kopenhagen (team)
- 2017:  Mexico-Stad (gemengd team)
- 2017:  Mexico-Stad (team)
- 2019:  's-Hertogenbosch (individueel)
- 2019:  's-Hertogenbosch (gemengd team)
- 2019:  's-Hertogenbosch (team)
- 2021:  Yankton (team)

### Aziatische Spelen
- 2018:  Jakarta (individueel)
- 2018:  Jakarta (team)

### Aziatisch kampioenschap
- 2019:  Bangkok (individueel)
- 2019:  Bangkok (gemengd team)
- 2019:  Bangkok (team)

### Universiade
- 2015:  Gwangju (team)
- 2017:  Taipei (individueel)
- 2017:  Taipei (team)
- 2019:  Napels (individueel)
- 2019:  Napels (team)

### Wereldkampioenschap voor studenten
- 2016:  Ulaanbaatar (individueel)
- 2016:  Ulaanbaatar (gemengd team)
- 2016:  Ulaanbaatar (team)

### World Cup/World Indoor Series
- 2015:  Shanghai (individueel)
- 2015:  Shanghai (gemengd team)
- 2015:  Shanghai (team)
- 2015:  Antalya (team)
- 2017:  Berlijn (individueel)
- 2017:  Berlijn (team)
- 2018:  Roma Archery Trophy (individueel)
- 2018:  Shanghai (team)
- 2018:  Antalya (team)
- 2018:  Berlijn (team)
- 2019:  Nîmes Archery Tournament (individueel)
- 2019:  Indoor Archery Finals (individueel)
- 2019:  Medellin (individueel)
- 2019:  Medellin (gemengd team)
- 2019:  Medellin (team)
- 2019:  Shanghai (individueel)
- 2019:  Shanghai (team)
- 2019:  Moskou (individueel)
- 2019:  Moskou (gemengd team)
- 2019:  Roma Archery Trophy (individueel)

1988: Kim S-n/Wang/Yun Y-s ·
1992: Cho/Kim S-n/Lee E-k ·
1996: Kim J-s/Kim K-w/Yoon H-y ·
2000: Kim N-s/Kim S-n/Yun M-j ·
2004: Lee S-j/Park/Yun M-j ·
2008: Joo/Park/Yun O-h ·
2012: Choi/Ki/Lee S-j ·
2016: Chang/Choi/Ki ·
2020: An/Jang/Kang ·
2024: Jeon/Lim/Nam